# Acanthornis
Acanthornis là một chi chim trong họ Acanthizidae.